# 간노 마사아키
간노 마사아키(일본어: 菅野 将晃, 1960년 8월 15일 ~ )는 일본의 전 축구 선수이다.

## 구단 경력
1979년 일본 사커 리그의 후루카와 전공(제프 유나이티드 이치하라)에 입단하였다. 1986년에 일본 사커 리그 우승을 차지하였다. 1994년 재팬 풋볼 리그의 교토 퍼플 상가로 이적했다. 1994년후 현역 은퇴.

## 지도자 경력
은퇴 후에는 교토 퍼플 상가의 코치를 거쳐, 2001년 미토 홀리호크의 감독으로 취임하였다. 2003년 오미야 아르디자의 감독으로 취임하였다. 2006년부터 2008년까지 쇼난 벨마레에서 감독을 맡았다.